# Hajsza a vadonban
A Hajsza a vadonban (eredeti cím: Daughter of the Wolf) 2019-ben bemutatott kanadai akció-thriller, melynek forgatókönyvírója és rendezője David Hackl. A főszerepben Gina Carano és Richard Dreyfuss látható.
A film 2019. június 14-én jelent meg az Amerikai Egyesült Államokban, augusztus 2-án pedig Kanadában.

## Cselekmény
Egy veterán katona azokra vadászik, akik elrabolták a fiát.

## Szereplők
| Szerep         | Színész              | Magyar hang       |
| -------------- | -------------------- | ----------------- |
| Clair Hamilton | Gina Carano          | Trokán Nóra       |
| Atya           | Richard Dreyfuss     | Ujréti László     |
| Larsen         | Brendan Fehr         | Markovics Tamás   |
| Hobbs          | Sydelle Noel         |                   |
| Charlie        | Anton Gillis-Adelman |                   |
| Nolan          | Chad Riley           |                   |
| Virgil         | Brock Morgan         |                   |
| Seth           | Stew McLean          |                   |
| Phillip        | Joshua Murdoch       | Karácsonyi Zoltán |

## Gyártás
A film forgatása 2019. március 18. és április 13. között zajlott 4205 Gellatly Road-ban, West Kelowna-ban és Brit Columbiában (Kanada). A film végén látható egy jelenet a Helmcken-vízesésről is, amely a BC-beli Clearwater városától északra, a Wells Grey tartományi parkban található.

## Bemutató
A filmet az Amerikai Egyesült Államokban 2019. június 14-én, Kanadában pedig 2019. augusztus 2-án mutatták be. A filmet később a szicíliai Taormina Film Fest Center Stage versenyprogramjában vetítették le 2019. június 30-án.